# Orrouy
Orrouy és un municipi francès, situat al departament de l'Oise i a la regió dels Alts de França. L'any 2007 tenia 574 habitants.

## Demografia

### Població
El 2007 la població de fet d'Orrouy era de 574 persones. Hi havia 184 famílies de les quals 40 eren unipersonals (32 homes vivint sols i 8 dones vivint soles), 60 parelles sense fills i 84 parelles amb fills.
La població ha evolucionat segons el següent gràfic:
Habitants censats

### Habitatges
El 2007 hi havia 231 habitatges, 193 eren l'habitatge principal de la família, 18 eren segones residències i 20 estaven desocupats. 224 eren cases i 6 eren apartaments. Dels 193 habitatges principals, 171 estaven ocupats pels seus propietaris, 15 estaven llogats i ocupats pels llogaters i 7 estaven cedits a títol gratuït; 11 tenien dues cambres, 24 en tenien tres, 64 en tenien quatre i 94 en tenien cinc o més. 148 habitatges disposaven pel capbaix d'una plaça de pàrquing. A 73 habitatges hi havia un automòbil i a 106 n'hi havia dos o més.

### Piràmide de població
La piràmide de població per edats i sexe el 2009 era:
| Homes | Edats   | Dones |
| ----- | ------- | ----- |
| 8     | 95 o +  | 12    |
| 8     | 90 a 94 | 0     |
| 20    | 85 a 89 | 28    |
| 8     | 80 a 84 | 16    |
| 0     | 75 a 79 | 20    |
| 8     | 70 a 74 | 4     |
| 0     | 65 a 69 | 12    |
| 16    | 60 a 64 | 12    |
| 8     | 55 a 59 | 12    |
| 16    | 50 a 54 | 8     |
| 24    | 45 a 49 | 24    |
| 12    | 40 a 44 | 4     |
| 24    | 35 a 39 | 24    |
| 32    | 30 a 34 | 24    |
| 16    | 25 a 29 | 20    |
| 4     | 20 a 24 | 12    |
| 0     | 15 a 19 | 20    |
| 12    | 10 a 14 | 24    |
| 28    | 5 a 9   | 12    |
| 24    | 0 a 4   | 16    |

## Economia
El 2007 la població en edat de treballar era de 327 persones, 242 eren actives i 85 eren inactives. De les 242 persones actives 221 estaven ocupades (130 homes i 91 dones) i 21 estaven aturades (9 homes i 12 dones). De les 85 persones inactives 39 estaven jubilades, 20 estaven estudiant i 26 estaven classificades com a «altres inactius».

### Ingressos
El 2009 a Orrouy hi havia 199 unitats fiscals que integraven 541,5 persones, la mediana anual d'ingressos fiscals per persona era de 20.398 €.

### Activitats econòmiques
Dels 11 establiments que hi havia el 2007, 1 era d'una empresa extractiva, 1 d'una empresa de fabricació d'altres productes industrials, 1 d'una empresa de comerç i reparació d'automòbils, 1 d'una empresa de transport, 1 d'una empresa d'hostatgeria i restauració, 1 d'una empresa immobiliària, 3 d'empreses de serveis i 2 d'entitats de l'administració pública.
Dels 2 establiments de servei als particulars que hi havia el 2009, 1 era una oficina de correu i 1 agència immobiliària.
L'any 2000 a Orrouy hi havia 5 explotacions agrícoles.

## Equipaments sanitaris i escolars
El 2009 hi havia una escola elemental integrada dins d'un grup escolar amb les comunes properes formant una escola dispersa.

## Poblacions més properes
El següent diagrama mostra les poblacions més properes.